# Sophie kocht
Sophie kocht ist ein deutscher Fernsehfilm von Ben Verbong aus dem Jahr 2015, der im Auftrag für Das Erste produziert wurde.

## Handlung
Sophie ist aus Leidenschaft Köchin und betreibt eine eigene kleine Catering-Agentur namens Sophie kocht. Sie befindet sich kurz vor ihrem 40. Geburtstag in einer Midlife-Crisis. Gemeinsam mit ihrem Mann Hubertus lebt sie mit ihren drei gemeinsamen Kindern in einem großen Bauernhaus. Als ihr Mann für ein Jahr seine Arbeit niederlegt und in dieser Zeit voll und ganz Hausmann sein will, gerät Sophies Leben außer Kontrolle. Ihre gesamte gewohnt Struktur bricht zusammen, da Hubertus sich in alles einmischt und nichts so macht, wie sie es bisher getan hatte. Die gehoffte Entlastung für Sophie tritt auch gar nicht ein, denn ihr Mann meint sich den Tag so einteilen zu können, wie er es möchte. Mit Nachdruck macht sie ihn darauf aufmerksam, was nun alles zu seinen Pflichten zählt, da sie sich vermehrt um ihre Catering-Agentur kümmern muss, um sein fehlendes Gehalt mitzuerarbeiten. Hubertus überrascht sie dann doch, als er ihr von seiner Idee berichtet, ihren alten Stall in eine moderne Küche für ihre Catering-Agentur einzurichten. Er will das alles auch selber machen, aber schon bald stellen sich logistische Problem ein und Sophie ist nur noch genervt. Ruhe findet sie erst nach ihrer Arbeit, als sie sich zu einer Pause an einer Bar niederlässt. Dort trifft sie Marc Terenzi, den sie auf einem ihrer Cateringabende kennengelernt hatte und der sich seit dem für sie interessiert, aber eigentlich der Schwarm ihrer Tochter Nina ist. Ehe sie sich versieht küsst Marc sie unvermittelt. Sophie verabschiedet sich verstört. Am nächsten Tag schickt Marc ihr ein Geschenk, was Hubertus stutzig macht. Um ihn zu beruhigen, ist sie den ganzen Tag besonders nett zu ihm, aber zu einer stürmischen Nacht kommt es nicht, weil Hubertus, K.O. von der Arbeit am Umbau, sofort einschläft.
Marc schickt Sophie nicht nur pausenlos SMS, sondern auch eine Einladung zur Premiere eines Films, für den er die Musik geschrieben hat. Als Nina das mitbekommt, reißt sie alle Poster ihres Schwarms von der Wand. Sophie möchte Hubertus keinen Grund zur Eifersucht geben und nimmt ihn mit zu der Premiere, doch damit erreicht sie das ganze Gegenteil. Sophie hat, aufgrund einer sehr lobenden Gourmet-Kolumne in der Zeitung, sehr viel Zuspruch und wird in zahlreiche Gespräche verwickelt. Hubertus bleibt wortlos zurück und macht Sophie am nächsten Tag eine Szene. Aus Wut fährt sie zu Marc und ist drauf und dran Hubertus mit ihm zu betrügen, was sie ursprünglich nicht vorhatte, sie sich aber förmlich von Hubertus dazu getrieben fühlt. Sie muss ihr Schäferstündchen jäh unterbrechen, als Hubertus vom Krankenhaus anruft. Einer der Zwillinge hat sich versehentlich vergiftet, wurde aber noch rechtzeitig entdeckt. Trotzdem bleibt das Verhältnis der Eheleute angespannt und Sophie zieht in die neue Küche, die inzwischen so gut wie fertig ist. Hubertus trifft sich derweil mit der Fitnesstrainerin Sylvie Meis, die er vor einiger Zeit beim Einkaufen kennengelernt hatte. Sophie und Hubertus ist die Situation unangenehm und sie beginnen miteinander zu reden, trotzdem schlafen sie weiterhin getrennt: er im Haus, Sophie in ihrer Neuen Küche. Diese will sie in Kürze offiziell einweihen und lädt Hubertus schriftlich dazu ein. Ungewiss ob er auch kommen wird, tröstet sie sich derweil mit ihren Gästen. Als er nicht zu kommen scheint, bricht sie allmählich in Tränen aus. Ihre Mutter, die auch unter den Gästen ist, tröstet ihre Tochter. Als sie zurück zu den anderen Gästen kommen ist dort Hubertus, der unter Mithilfe der Fitnesstrainerin mit seinen drei Kindern eine Choreografie eingeübt hat und diese nun präsentiert. Sophie strahlt. Sie geht auf Hubertus zu und küsst ihn. Fröhlich tanzen alle bis in den Morgen.

## Hintergrund
Sophie kocht wurde unter dem Arbeitstitel Sophie vom 16. September 2014 bis zum 20. Oktober 2014 an Schauplätzen in München und Umgebung gedreht. Für den Film zeichnete die Bavaria Fiction GmbH verantwortlich.
Neben Marc Terenzi und Sylvie Meis sind auch Alfons Schuhbeck,
Nina Ruge, Claudia Kleinert, Philipp Müller, Peter Zenk und
Collien Ulmen-Fernandes in Gastrollen zu sehen.

## Kritik
Rainer Tittelbach von Tittelbach.tv wertete: „‚Sophie kocht‘ enthält alle Ingredienzien, die das ‚Frauenfilm‘-Subgenre Eine Mutter muss sich in der Ehe behaupten für gewöhnlich zu bieten hat. Doch bei Verbongs wunderbar dicht inszeniertem Remake des niederländischen Kinohits ‚Soof‘ macht der Ton die Musik. Die Qualitäten liegen im Nonverbalen, den Situationen, den Bildern. Ideal die Besetzung mit Frier & Wagner!“ „Kerstin Oesterlin und Jessica Schellack geben ihren Hauptfiguren viel Zeit – und so müssen sie kämpfen, leiden und sie brauchen Geduld. Umso wirksamer, umso sinnlicher, ja rauschhafter ist dann das befreiende Finale, das ohne jede Spur von Sentimentalität, ja sogar ohne Worte auskommt.“
Für die Kritiker der Fernsehzeitschrift TV Spielfilm sei Sophie kocht eine „kleine TV-Nascherei“, die „neben deftigen Eheszenen viel Überzuckertes bietet.“ Der Film habe einen „Tiefgang wie ein Pausensnack“, sei „aber lecker“. Sie gaben dem Film die bestmögliche Wertung, indem sie mit dem Daumen nach oben zeigten.
Auch Ulrich Feld von der Frankfurter Neuen Presse urteilte ähnlich und meinte: „Vollgestopft mit stereotypen Figuren, geschwollenen Dialogen und schwachsinnigen Szenen.“ „Das Interesse“ an dem Film sinkt schnell „auf dem Nullpunkt,“ der zwar versucht „sowas wie eine ernsthafte Geschichte zu erzählen. Aber was dabei herauskommt, ist nicht mehr als eine Ansammlung von Klischeefiguren  […] und bemüht turbulenten Szenen. Bemüht, weil die Gags zwar zahlreich sind, aber nicht funktionieren. Sie sind größtenteils x-beliebig und austauschbar wie etwa die unlogische Schreierei zwischen Sophie und ihrem Mann und überhaupt der ganze Handlungsverlauf.“